# Horní Žandov
Horní Žandov (németül Obersandau) Dolní Žandov településrésze Csehországban a Karlovy Vary-i kerület Chebi járásában. Korábban önálló település.

## Fekvése
Dolní Žandovtól 1 km-re délre fekszik.

## Története
Első írásos említése Obern-Sandaw néven 1367-ből származik. A település története szorosan összefügg Dolní Žandov történetével. A 17. század közepén a települést 19 ház alkotta. 1991-ben az 57 lakóházból álló településnek 137 lakosa volt.

## Nevezetességek
- Az első világháború hősi halottainak emlékműve a település déli részén.

1. ↑  Cseh Statisztikai Hivatal: https://www.czso.cz/csu/czso/vysledky-scitani-2021-otevrena-data (cseh nyelven). (Hozzáférés: 2022. november 1.)